# 10857 Blüthner
10857 Blüthner eller 1995 EZ8 är en asteroid i huvudbältet som upptäcktes den 5 mars 1995 av den tyske astronomen Freimut Börngen vid Tautenburg-observatoriet. Den har fått sitt namn efter den tyska pianotillverkaren, Julius Blüthner.
Asteroiden har en diameter på ungefär 4 kilometer och den tillhör asteroidgruppen Nysa.